# Dario Trutmann
Dario Trutmann (* 17. September 1992 in Küssnacht) ist ein Schweizer Eishockeyspieler, der seit Juli 2019 bei den ZSC Lions aus der Schweizer National League unter Vertrag steht und dort auf der Position des Verteidigers spielt. Mit den ZSC Lions gewann Trutmann im Jahr 2024 die Schweizer Meisterschaft.

## Karriere

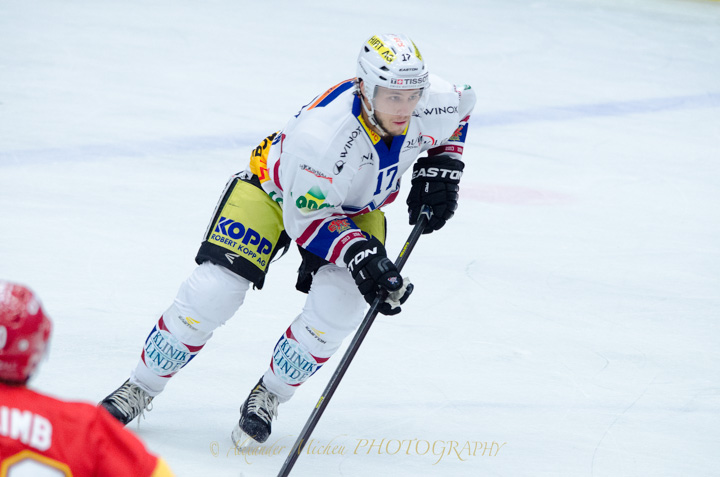
Trutmann im Trikot des EHC Biel (2013)

Trutmann erlernte von Kindesbeinen an das Eishockeyspielen in Küssnacht beim lokalen Küssnachter SC. Aufgrund seines Talentes erhielt er frühzeitig ein Vertragsangebot des EV Zug, zu dem er daraufhin auch wechselte. Im Verlauf der Saison 2009/10 bestritt er eine Partie für den SC Langenthal in der National League B (NLB).
Im Sommer 2010 wurde Trutmann in der ersten Runde als 50. Spieler von den Plymouth Whalers im CHL Import Draft ausgewählt, wo er ab der Saison 2010/11 in der kanadischen Juniorenliga Ontario Hockey League (OHL) spielte. Zur Spielzeit 2012/13 wurde der Verteidiger vom EHC Biel aus der National League A (NLA) verpflichtet, für den Trutmann in der höchsten Schweizer Liga debütierte und bis 2014 über 100 NLA-Spiele absolvierte. Im Februar 2014 unterzeichnete er einen Zweijahresvertrag beim Genève-Servette HC mit Gültigkeit ab der Saison 2014/15, spielte ein Jahr für Servette, in dem er mit dem Klub die 88. Auflage des traditionsreichen Spengler Cups gewann.
Anschliessend wurde der Abwehrspieler im Mai 2015 an den Ligakonkurrenten Lausanne HC abgegeben, wo er die die folgenden vier Spielzeiten aktiv war. Bereits im Januar 2019 sicherten sich schliesslich die ZSC Lions Trutmanns Dienste ab der Saion 2019/20 zunächst für zwei Jahre. In der Folge wurde der Vertrag um drei, später noch einmal um zwei Jahre bis zum Sommer 2026 verlängert. Mit den Lions gewann er in dieser Zeit in den Frühjahren 2024 und 2025 die Schweizer Meisterschaft, nachdem das Team im Jahr 2022 Vizemeister geworden war.

### International
Trutmann vertrat sein Heimatland bei den U18-Junioren-Weltmeisterschaften 2009 und 2010 sowie den U20-Junioren-Weltmeisterschaften 2011 und 2012. Darüber hinaus gewann er mit den U17-Junioren der Swiss Ice Hockey Federation die Silbermedaille beim Europäischen Olympischen Winter-Jugendfestival 2009.
Sein Debüt in der Schweizer A-Nationalmannschaft feierte der Defensivspieler im Verlauf der Saison 2019/20.

## Erfolge und Auszeichnungen
| - 2014 Spengler-Cup-Gewinn mit dem Genève-Servette HC - 2022 Schweizer Vizemeister mit den ZSC Lions - 2024 Schweizer Meister mit den ZSC Lions | - 2025 Champions-Hockey-League-Gewinn mit den ZSC Lions - 2025 Schweizer Meister mit den ZSC Lions |

### International
- 2009 Silbermedaille beim Europäischen Olympischen Winter-Jugendfestival

## Karrierestatistik
Stand: Ende der Saison 2024/25

### International
Vertrat die Schweiz bei:
| - Europäisches Olympisches Winter-Jugendfestival 2009 - U18-Junioren-Weltmeisterschaft 2009 - U18-Junioren-Weltmeisterschaft 2010 | - U20-Junioren-Weltmeisterschaft 2011 - U20-Junioren-Weltmeisterschaft 2012 |

(Legende zur Spielerstatistik: Sp oder GP = absolvierte Spiele; T oder G = erzielte Tore; V oder A = erzielte Assists; Pkt oder Pts = erzielte Scorerpunkte; SM oder PIM = erhaltene Strafminuten; +/− = Plus/Minus-Bilanz; PP = erzielte Überzahltore; SH = erzielte Unterzahltore; GW = erzielte Siegtore; 1 Play-downs/Relegation; Kursiv: Statistik nicht vollständig)